# Заречье (Катайский район)
Заречье — посёлок в Катайском районе Курганской области. Входит в состав Ильинского сельсовета.

## География
Посёлок расположен на правом берегу реки Исети, в 2 километрах к востоку от центра сельского поселения — села Ильинского.

## История
Решением Курганского облисполкома № 434 от 09.12.1963 г. посёлок подсобного хозяйства продснаба УАЗ переименован в деревню Заречье.

## Население
| 1989 | 2002 | 2010 |
| ---- | ---- | ---- |
| 218  | ↘147 | ↗150 |